# Alone I Break
Alone I Break — песня ню-метал-группы Korn и третий сингл с их пятого студийного альбома, Untouchables. Это запоминающаяся мощная баллада, содержащая чистый вокал, необычно стилизованные гитары и искусственные ударные. В студии, Манки и Хэд использовали 14-струнные гитары для создания широкого хорового звучания. Несмотря на мягкое звучание, сингл не получил такой же широкой ротации как его предшественники, и едва смог попасть в топ-20 чарта Mainstream Rock. MTV организовало конкурс, победитель которого получал право стать режиссёром видеоклипа на песню «Alone I Break». Победитель конкурса Шон Дак сохранил в видео присущую Korn мрачность. Видео изображало своеобразное реалити-шоу, в котором Джонатан Дэвис убивает остальных музыкантов группы после ошибки Манки во время выступления. Позже группа призналась, что видео было бы веселее снимать, если бы режиссёром был поклонник Korn.

## Джонатан Дэвис комментирует значение песни
Я написал эту песню у себя дома, ещё до того как я создал там студию. Я сделал барабанную партию, затем пришёл Манки и наложил поверх ударных гитарную партию, и в итоге это превратилось в отличную песню. Это одна из моих любимых песен из всего что мы сделали. Это очень отличается от того, что мы привыкли делать, и это по-настоящему «домашний» хит. Это был один из тех моментов, когда я был очень подавлен… Вся эта суета вокруг Untouchables, все в группе прошли через этот негатив. И я так чётко это ощутил, что написал эту песню об одиночестве и депрессии, как не чувствуешь себя так, как должен чувствовать человек. Считается что нужно быть стойким и смотреть проблемам в лицо. Поэтому я говорю, «Я что, перестаю быть человеком, если переживаю о чём-то?»

## Концертное исполнение
Песня исполнялась в течение нескольких шоу в рамках тура Pop Sux!, поддерживающего выход Untouchables в 2002, но была вскоре вычеркнута из концертной программы из-за большой сложности исполнения в живую.

## Позиции в чартах
| Чарт (2002)                          | Позиция |
| ------------------------------------ | ------- |
| US Alternative Songs (Billboard)     | 34      |
| US Mainstream Rock Songs (Billboard) | 19      |